# Just Another Girl (The Killers)
Just Another Girl è un singolo del gruppo rock statunitense The Killers, pubblicato nel 2013 ed estratto dalla raccolta Direct Hits.

## Tracce
1. Just Another Girl – 4:21

## Video
Il videoclip della canzone è stato diretto da Warren Fu e pubblicato il 25 novembre 2013. Vi ha partecipato l'attrice e cantante Dianna Agron. 